# Labirynt namiętności (telenowela)
Labirynt namiętności (hiszp. Laberintos de pasión) – meksykańska telenowela wyprodukowana przez Televisę w 1999 roku. W rolach głównych Leticia Calderón, Francisco Gattorno i César Évora.

## Obsada
- Leticia Calderón jako Julieta Valderrama
- Francisco Gattorno jako Pedro Valencia Miranda
- César Évora jako Gabriel Almada
- María Rubio jako Ofelia Montero Vda. de Miranda
- Manuel Ojeda jako Genaro Valencia
- Mónika Sánchez jako Nadia Casanova Guzmán
- Azela Robinson jako Carmina Roldán Montero de Valencia
- Aarón Hernán jako Lauro Sanchez
- Pedro Armendáriz Jr. jako Padre Mateo Valencia
- Abraham Ramos jako Cristobal Valencia Miranda
- Alma Delfina jako Sofía Miranda Montero de Valencia
- Eugenio Cobo jako Arturo Sandova
- Tiaré Scanda jako Rocío González Pascual
- Socorro Bonilla jako Matilde Pascual de González
- Silvia Manríquez jako Sara Morales de Sandoval
- Héctor Sáez jako Juan González
- Luz María Jerez jako Marissa Cervantes
- Fernando Robles jako Rosendo Treviño
- Amira Cruzat jako Magdalena García
- Roberto Antúnez jako Miguel Valderrama
- David Ramos jako Diego Sandoval García
- Antonio de la Vega jako Benjamín Sandoval Morales
- Nayeli Dainzu jako Alejandra Sandoval Morales
- José Antonio Ferral jako Ponciano
- Leonor Bonilla jako Rebeca Fernández
- Milton Cortés jako Javier Medina
- Ricardo Vera jako komandant Mendoza
- Rubén Morales jako asystent komendanta

## Wersja polska
W Polsce telenowela była emitowana po raz pierwszy w telewizji TVN od 1 lutego 2000 o godz. 19.35. Opracowaniem wersji polskiej zajęło się ITI Film Studio dla TVN. Autorem tekstu była Marta Śliwińska. Lektorem serialu był Piotr Borowiec.

## Nagrody

### Premios TVyNovelas2000
| Kategoria                       | Osoba                                     | Wynik   |
| ------------------------------- | ----------------------------------------- | ------- |
| Najlepsza telenowela            | Ernesto Alonso                            | Wygrana |
| Najlepsza protagonistka         | Leticia Calderón                          | Wygrana |
| Najlepszy protagonista          | Francisco Gattorno                        | Wygrana |
| Najlepsza złoczyńczyni          | Mónika Sánchez                            | Wygrana |
| Najlepszy złoczyńca             | Manuel Ojeda                              | Wygrana |
| Najlepszy scenariusz            | Cuauhtémoc Blanco i María del Carmen Peña | Wygrana |
| Najlepszy motyw muzyczny        | Pedro Fernández                           | Wygrana |
| Najlepszy kompozytor telenoweli | Jorge Avendaño                            | Wygrana |

### Premios Bravo
| Rok  | Kategoria              | Nominacja   | Wynik   |
| ---- | ---------------------- | ----------- | ------- |
| 2000 | Najlepszy protagonista | César Évora | Wygrana |

## Adaptacje
- Estafa de amor (1961)
- Estafa de amor (1968)
- El engaño (1986)
- Corazón que miente – meksykańska telenowela z 2016 roku[5][6]